# Changxing (meteoryt)
Changxing (inne nazwy: Changxing Dao) – meteoryt kamienny należący do chondrytów oliwinowo-bronzytowych H 5, znaleziony w 17 października 1964 roku w okolicach  Szanghaju. Jak dotąd znaleziono meteoryt o masie 27,9 kg.